# Improvisation (concept)
Pour les articles homonymes, voir Improvisation.

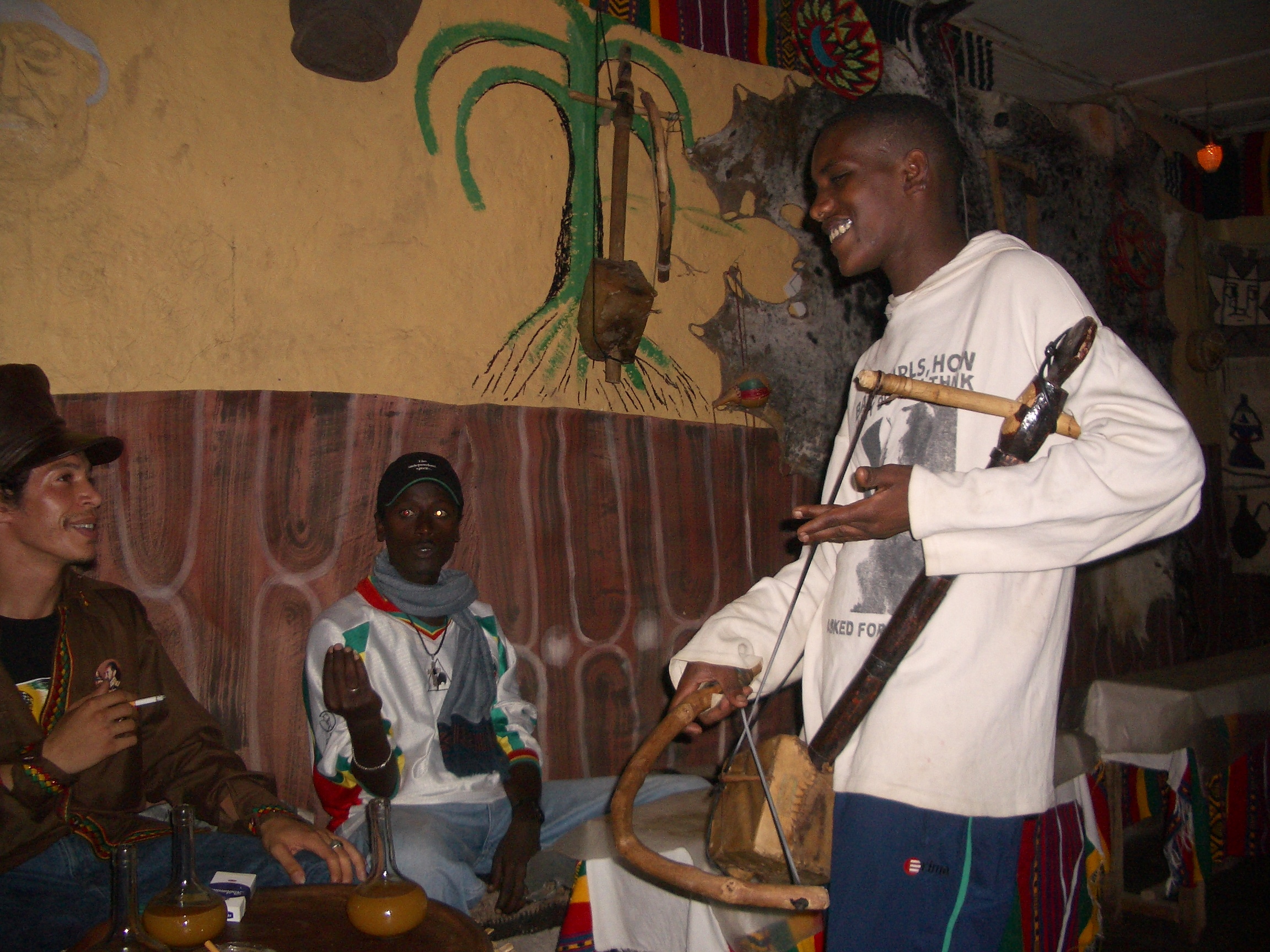
Azmari dans un tejbeit.

L'improvisation est l'activité consistant à fabriquer ou à faire quelque chose de non planifié à l'avance, en utilisant tout ce que l'on peut trouver. L'improvisation est donc à la fois un concept et un processus de création sans action préalable.
Dans le domaine du spectacle vivant par exemple, c'est une performance très spontanée, sans préparation spécifique ni scénario. Cela existe aussi en musique et dans d'autres arts.